# Багратиони, Мириан
Мириа́н Багратиони, царевич Мириа́н Ира́клиевич Грузинский (19 августа 1767 — 15 октября 1834, Санкт-Петербург) — грузинский царевич из династии Багратионов. Генерал-лейтенант, действительный тайный советник и сенатор Российской империи.

## Молодость и военная карьера в России
Пятый сын картли-кахетинского царя Ираклия II (1720—1798) от третьего брака с Дареджан Дадиани (урождённой княжной Дадиани) (1738—1807).
В 1783 году после подписания Георгиевского трактата между Российской империей и Картли-Кахетинским царством Мириан и его брат Антоний отправились в Санкт-Петербург, где были приписаны к императорскому двору. Царевич Мариан Багратиони поступил на русскую военную службу в звании полковника Изюмского кавалерийского полка.
Во время русско-турецкой войны (1787—1792) служил на Кубани. Бригадир (21.04.1789), генерал-майор (5.02.1790). С 3 декабря 1796 по 27 января 1798 год — шеф Кабардинского пехотного полка. Служил на Кавказской линии под командованием графа Ивана Васильевича Гудовича. В это время Мириан вел регулярную переписку со своим отцом и грузинской знатью.

## Возвращение в Грузию
В январе 1798 года в Телави скончался 77-летний грузинский царь Ираклий II. Царевич Мириан Ираклиевич поспешно прибыл в Телави, привезя с собой врача из Астрахани. Приехав домой, он уже не застал отца в живых. После смерти Ираклия II в Картли-Кахетинском царстве начался династический кризис. Новым царем был провозглашен Георгий XII, старший сын покойного царя и сводный брат Мириана. Вдовствующая царица Дареджан Дадиани настаивала, что её пасынок Георгий XII, согласно завещанию Ираклия II, передал царский престол не своим сыновьям, а младшим братьям. По новому династическому правилу Мириан становился четврертым в линии наследования после своих братьев Георгия XII, Юлона и Вахтанга. Царь Георгий XII отказался признать отцовское завещание и стремился передать царский трон одному из сыновей в обход своих младших братьев. В апреле 1799 года картли-кахетинский царь Георгий XII получил от российского императора Павла I Петровича признание его старшего сына Давида наследником царского престола.
В декабре 1800 года тяжелобольной грузинский царь Георгий XII скончался, завещав трон своему старшему сыну Давиду XII. В это же время царевич Мириан Ираклиевич, выйдя на пенсию с русской службы, поддерживал кандидатуру своего старшего брата Юлона на царский престол. Русское правительство отказалось признать нового монарха Давида XII и в сентябре 1801 года заявило о ликвидации царской власти в Картли-Кахетинском царстве.

## Дальнейшая жизнь в России
В отличие от своих братьев Юлона, Фарнаваза, Александра и Вахтанга, царевич Мириан Ираклиевич не выступил с оружием в руках против России и не стал сопротивляться депортации грузинской царской семьи. 15 марта 1801 года по требованию императора Александра I Мириан Ираклиевич отправился из Грузии в Россию. В том же году он был награждён российским орденом Святого Анны 1-го класса. С 1803 года Мириан постоянно проживал в Санкт-Петербурге. Генерал-лейтенант, действительный тайный советник (26.02.1807).
Присутствующий во временном общем собрании Правительствующего Сената (1807), присутствующий в III департаменте Правительствующего Сената (26.02.1807—6.01.1809), присутствующий в 1-м отделении III департамента Правительствующего Сената с 6 января 1809.
В 1826 году был назначен в Верховный уголовный суд по делу декабристов.
Обладал литературным талантом, делал переводы с русского и сам сочинял стихи.
В 1834 году 67-летний Мириан Багратиони скончался в Санкт-Петербурге. Его похоронили в некрополе грузинского дворянства в Фёдоровской церкви Александро-Невской лавры.

## Семья
22 апреля 1814 года в Санкт-Петербурге Мириан Ираклиевич женился на княжне Марии Хилковой (17.06.1788—31.05.1815), дочери подполковника, князя Александра Яковлевича Хилкова (1755—1819). Венчание их было в Морском Богоявленском соборе. Супруга его умерла через год после вступления в брак и была похоронена в Александро-Невской лавре. Мириан не имел детей.